# Zdenko Zorko
Zdenko Zorko (Zagreb, 18 augustus 1950) is een voormalig Kroatisch handballer. Hij naam tweemaal deel aan de Olympische Spelen, waar hij de Joegoslavische handbalploeg vertegenwoordigde. 
Op de Olympische Spelen van 1972 in München won hij de gouden medaille met Joegoslavië, nadat men in de finale Tsjecho-Slowakije had verslagen. Zorko speelde één wedstrijd als doelman.
Vier jaar later eindigde hij met Joegoslavië op de Olympische Spelen van 1976 in Montreal op de vijfde plaats. Zorko speelde vier wedstrijden als doelman.
Abaz Arslanagić · Čedomir Bugarski · Petar Fajfrić · Hrvoje Horvat · Milorad Karalić · Đorđe Lavrnić · Milan Lazarević · Zdravko Miljak · Slobodan Mišković · Branislav Pokrajac · Nebojša Popović · Miroslav Pribanić · Dobrivoje Selec · Albin Vidović · Zoran Živković · Zdenko Zorko
Abaz Arslanagić · Vlado Bojović · Hrvoje Horvat · Milorad Karalić · Radivoj Krivokapić · Zdravko Miljak · Željko Nimš · Radisav Pavićević · Branislav Pokrajac · Nebojša Popović · Zdravko Rađenović · Zvonimir Serdarušić · Predrag Timko · Zdenko Zorko